# Gennadi Georgijewitsch Luschtschikow
Gennadi Georgijewitsch Luschtschikow (russisch Геннадий Георгиевич Лущиков, * 29. September 1948 in Tokur, Russische SFSR; † 1. Oktober 2004 in Blagoweschtschensk) war ein sowjetischer Sportschütze.

## Erfolge
Gennadi Luschtschikow, der für Spartak Blagoweschtschensk startete, nahm an den Olympischen Spielen 1976 in Montreal teil. Im Dreistellungskampf mit dem Kleinkalibergewehr belegte er mit 1148 Punkten den elften Platz. Im liegenden Anschlag gelangen ihm 595 Punkte, womit er den Wettbewerb hinter Karlheinz Smieszek und Ulrich Lind auf dem dritten Rang abschloss und somit die Bronzemedaille gewann.
Luschtschikow sicherte sich insgesamt 20 Medaillen bei Weltmeisterschaften und wurde dabei elfmal Weltmeister. Nachdem er 1974 in Thun in verschiedenen Mannschaftswettbewerben sieben Silbermedaillen und einen Weltmeistertitel gewonnen hatte, folgten 1982 in Caracas sieben Titelgewinne, davon zwei im Einzel. 1986 in Suhl wurde er zweimal Weltmeister, vier Jahre darauf in Moskau gewann er eine letzte Goldmedaille. Darüber hinaus belegte er 1982 und 1986 jeweils einmal den dritten Platz in Mannschaftskonkurrenzen. Sechsmal wurde Luschtschikow in Einzelwettbewerben Europameister.